# Franz Victor Effinger

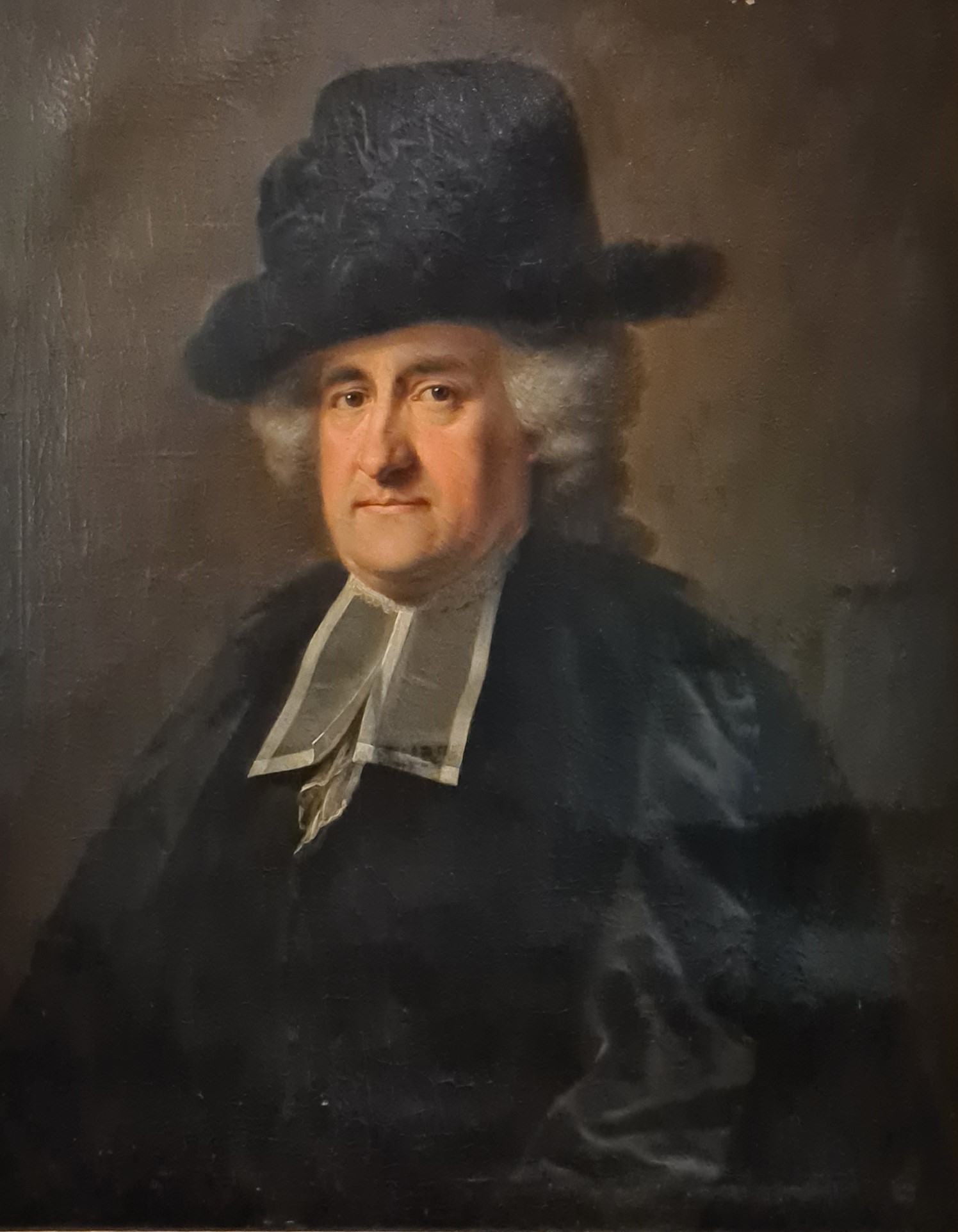
Franz Victor Effinger, Bildnis von Friedrich August Oelenhainz (1792).

Franz Victor Effinger (* 22. Mai 1734 in Wildegg; † 24. Dezember 1815 in Bern) war ein Schweizer Magistrat und Historiker.
Franz Victor war der Sohn von Johann Bernhard Effinger (1701–1772) und der Maria Katharina von Diesbach († 1761). Sein Bruder war Niklaus Albrecht Effinger. Verheiratet war er mit Henriette von Wattenwyl. Er wurde durch Hauslehrer und an der Akademie in Lausanne ausgebildet. Anschliessend unternahm er einen Grand Tour. Ab 1775 war er Mitglied des bernischen Grossen Rats, in den Jahren 1778 bis 1784 Schultheiss von Büren an der Aare, 1788 Mitglied des Kleinen Rats. Effinger gehörte 1811 zu den Mitbegründern der Schweizerischen Geschichtforschenden Gesellschaft. Er war Mitglied der Ökonomischen Gesellschaft in Bern und ihres Aarauer Zweigs. Effinger besass das Rebgut Wingreis am Bielersee.
Der Rat der Stadt Büren beschenkte Effinger 1784 aus Dankbarkeit mit einer Orgel-Spieluhr aus der Werkstatt von Pierre Jaquet-Droz.

## Schriften
- Versuch über Ideal-Münzen des Freystaates Bern, Bern 1792.
- Vertheidigung der Stadt Bern gegen Bernhard Friedrich Kuhn, Mitglied des grossen Raths der helvetischen Republik, Bern 1801. Digitalisat
- Vertheidigung der Rechte der Stadt und Republik Bern. Von einem achtzigjährigen Greise, der Ao. 1798 für sein Vaterland geblutet hat, Bern 1814.